# Kibaoni (Mpimbwe)
Kibaoni è una circoscrizione rurale (rural ward) della Tanzania situata nel distretto di Mpimbwe, regione di Katavi. Conta una popolazione di 28 769 abitanti (censimento 2022).